# Riz Gaxuxa
Pour les articles homonymes, voir Riz (homonymie).
Le riz Gaxuxa ou Gaxuxa (arroz Gaxuxa en basque) (se prononce « riz à la gachucha »), est une spécialité culinaire traditionnelle de la cuisine basque du Pays basque, à base de riz, huile d'olive, tomate, poivron, oignon, lard, chorizo, olive et piment d'Espelette,, variante du risotto à la basque, ou de la paella de la cuisine espagnole.

## Histoire
Gaxuxa est un prénom féminin basque. Le riz Gaxuxa ou riz à la gachucha est une spécialité du Pays basque, de part et d’autre de la frontière franco-espagnole,,. 

## Composition
Faire revenir ensemble à l'huile d'olive et à feu doux riz, tomate, poivron, oignon, lard, chorizo, olives vertes, sel, poivre, et piment d'Espelette, avec ou sans poulet.